# Johann Adolf Hasse
Johann Adolf Hasse (ur. ok. 25 marca 1699 w Bergedorfie, zm. 16 grudnia 1783 w Wenecji) – niemiecki kompozytor doby późnego baroku. Pod koniec życia dostosował swą muzykę do stylu klasycystycznego. Obok Georga Philippa Telemanna Hasse był w swych czasach uważany za największego z kompozytorów niemieckich.

## Życiorys
Hasse urodził się 25 marca 1699 r. w Bergedorfie niedaleko Hamburga, gdzie ojciec nauczył go podstaw muzyki. Obdarzony ładnym tenorem, poświęcił się karierze śpiewaczej i przystąpił do trupy artystycznej, którą kierował Reinhard Keiser, i w którego orkiestrze Händel grał nieco wcześniej drugie skrzypce. Hasse odniósł sukces i został zatrudniony w operze dworskiej księstwa Brunszwik-Lüneburg. Tam debiutował jako kompozytor oper (Antigonus 1723). Książę sfinansował dalszą naukę Hassego w Italii. W 1724 roku Hasse odwiedził Neapol i uczył się u Nicola Porpory, z którym nie zgadzał się w wielu kwestiach muzycznych, a także innych. W Neapolu jego przyjacielem i przez jakiś czas przewodnikiem muzycznym został Alessandro Scarlatti. Dzięki niemu Hasse mógł wystawić operę, którą śpiewali potem Farinelli i słynna śpiewaczka Tesi.
Hasse stał się popularny i zaczął komponować dla królewskiej opery w Neapolu. W 1726 udał się na objazd całych Włoch. W Wenecji (1727) poznał słynną śpiewaczkę, w której się zakochał. Faustina Bordoni (urodzona w Wenecji w 1693 r.) wyszła za niego w 1730 roku.
Król Polski August II Mocny zaprosił słynną parę do Drezna. W 1731 August II mianował Hassego królewsko-polskim i elektorsko-saskim kapelmistrzem (Königlich-Polnischer und Kurfürstlich-Sächsischer Kapellmeister). Hasse pozostał tam dwa lata, po czym wrócił do Włoch, a stamtąd podążył do Londynu. W Londynie od 1733 przyłączył się do Porpory konkurującego z Händlem. Pozostał tam jednak tylko tak długo, jak wystawiano tam napisaną przez Hassego w 1730 roku operę Artaserse (pierwsze wystawienie Wenecja 1730).
Faustina stała się ulubienicą publiczności i (kochliwego) elektora. Zrozpaczony Hasse mógł widywać się z żoną jedynie czasami. Dopiero w 1739 roku, gdy August II już nie żył, Hasse zdecydował osiedlić się w Dreźnie na stałe. Mieszkali tam z żoną do 1763 roku, gdy wycofali się z aktywnego życia artystycznego. Żyli odtąd z dość wysokiej renty. Jednak nie na długo zadowalało to energicznego Hassego, który pojechał z rodziną do Wiednia, gdzie wystawił swą ostatnią operę Ruggiero (1771). W Wiedniu wysłuchał też dzieła czternastoletniego Mozarta, o którym stwierdził, że „ten młodzik przebije nas wszystkich”. Na życzenie żony powrócili do Wenecji, gdzie Hasse zmarł w 1783 roku.

## Pobyty w Warszawie
W okresie służby dla Augusta III Hasse osobiście nadzorował i prowadził premiery swych oper przeznaczonych dla Drezna, jednak czas, gdy dwór króla przenosił się do Warszawy, kompozytor na ogół wykorzystywał, by wraz z Faustiną podróżować do Włoch i tam wystawiać swe dzieła. Udokumentowany źródłowo jest tylko jeden pobyt Hassego w Warszawie w latach 1762–1763, lecz Alina Żórawska-Witkowska, badaczka polskiej kultury muzycznej w XVIII w., wysuwa hipotezę, iż mógł bywać w tym mieście także w 1754, 1759, 1760 i 1761 przy okazji wystawień tu swych oper. Jedna z nich, Zenobia, powstała specjalnie z myślą o królewskim teatrze w Warszawie (tzw. Operalni) i tu miała swą premierę w 1761 z okazji urodzin króla. Inne opery Hassego, które po drezdeńskich premierach wystawiano (nierzadko w postaci zaadaptowanej do lokalnych warunków) w Warszawie, to m.in. Nitteti, Demofoonte, Artaserse, Semiramide riconosciuta, Il trionfo di Clelia, Ciro riconosciuto oraz Il re pastore, a także serenata Sogno di Scipione oraz oratoria (szczególnym powodzeniem cieszyło się I pellegrini al sepolcro di Nostro Signore oraz Cantico de’ tre fanciulli). Nie są potwierdzone pobyty Hassego w innych polskich ośrodkach, lecz nie można wykluczyć, iż mógł towarzyszyć Augustowi III podczas jego wizyt na magnackich dworach.

## Dzieła
Jego dzieła to 120 oper, wiele oratoriów, kantat, mszy i najróżniejsze utwory instrumentalne. Podczas oblężenia Drezna przez Prusaków w 1760 roku większość jego manuskryptów, zgromadzonych do wspólnego wydania pod elektorskim patronatem, spłonęła. Niektóre jednak, jak opera Alcide al Bivio (1760), przetrwały i zostały opublikowane. Ich oryginały znajdowały się w bibliotekach Wenecji i Drezna.

### Opery
|  | - Antioco (1721) - Sesostrate (1726) - L’Astarto (1726) - Gerone, tiranno di Siracusa (1727) - Attalo, re di Bitinia (1728) - L’Ulderica (1729) - Tigrane (1729) - Ezio (1730) - Artaserse (1730) Se del fiume, from Artaserse (1730-1734)ⓘ - Dalisa (1730) - Arminio (1730) - Cleofide (1731) (potem Alessandro nelle Indie) - Catone in utica (1731) - Demetrio (1732) - Cajo Fabrizio (1732) - Euristeo (1732) - Siroe (1733) - Tito Vespasiano (1735) | - Senocrita (1737) - Atalanta (1737) - Asteria (1737) - Irene (1737) - Alfonso (1738) - Viriate (1739) - Numa (1741) - Lucio Papirio (1742) - L’asilo d’amore (1742) - Didone abbandonata (1742) - Issipile (1742) - Antigono (1743) - Ipermestra (1744) - Semiramide riconosciuta (1744) - La spartana generosa (1747) - Leucippo (1747) - Demofoonte (1748) - Il Natale di Giove (1749) | - Attilio Regolo (1750) - Ciro riconosciuto (1751) - Adriano in Siria (1752) - Solimano (1753) - L’eroe cinese (1753) - Artemisia (1754) - Il re pastore (1755) - L’Olimpiade (1756) - Nitteti (1758) - Il sogno di Scipione (1758) - Achille in Sciro (1759) - Alcide al bivio (1760) - Zenobia (1761) - Il trionfo di Clelia (1762) - Egeria (1764) - Romolo ed Ersilia (1765) - Partenope (1767) - Piramo e Tisbe (1768) - Ruggiero (1771) |

## Posłuchaj
Se del fiume, from Artaserse (1730-1734)ⓘ